# 木崎義二
木崎 義二（きざき よしじ）は日本の音楽評論家。編集長として1960年代に洋楽雑誌「ティーンビート」、1970年代にオールディーズ専門誌「POP-SICLE」を創刊した。ベンチャーズやビートルズなどの日本盤の解説も担当した。

## 略歴
- 1962年、George Hudson and His Orchestraの『Do the Limbo』で初めてライナー・ノーツを担当する[2]。
- 1965年、「ティーンビート」を創刊する。
- 1966年、ビートルズ日本公演のパンフレットに寄稿する[1]。
- 1976年、「POP-SICLE」を創刊する。

## エピソード
ラジオ関西の電リク番組のDJ時代にフォーク・クルセダーズの『帰って来たヨッパライ』をパシフィック音楽出版の朝妻一郎と高崎一郎に紹介し、全国ヒットのきっかけを作った。

## 出演番組

### テレビ
- ビートポップス

### ラジオ
- サタディディスクナウ（TBSラジオ）
- DAY BREAK（JFNC）

## 著書

### 共編著
- 『ビートルズその後』（朝妻一郎・秋山邦晴と共著、主婦と生活社、1971年）
- 『ロック&ポップス名曲徹底ガイド』（共著、音楽出版社、2005年）

## 監修
- カウント・フォー「Best Hits A Go Go」1966年 アルバム